# Saint Francis Xavier University
Saint Francis Xavier University (StFX) ist eine Universität in Nova Scotia, Kanada, die von der Katholischen Kirche betrieben wird.
Die meisten Studierenden sind undergraduates (die ersten vier Studienjahre mit Bachelor-Abschluss), aber es gibt auch ein Graduierten-Programm (zweites Universitätsstudium mit Master-Abschluss).

## Geschichte
Die Universität wurde 1853 durch Colin Francis MacKinnon, Bischof des Bistums Antigonish, zunächst als Priesterseminar gegründet; Namensgeber ist Francisco de Xavier („Heiliger Franz Xaver“), der Gründer des Jesuitenordens. 1866 wurde sie durch den Staat Nova Scotia offiziell als Universität anerkannt. Die Hochschule bildete bis zum Ende des 19. Jahrhunderts die einzige universitäre Ausbildungsstätte in der Provinz Nova Scotia. Mit einem Abkommen mit dem aus dem Orden der Franziskanerinnen von Erlenbad stammenden in Nordamerika aktiven School Sisters of St. Francis konnte 1894 erstmals eine Hochschulausbildung für Frauen ermöglicht werden. 1900 wurde an der StFX die Congregation of the Sisters of Saint Martha gegründet. Nach dem Ende des Zweiten Weltkrieges kam es vermehrt zu einer staatlichen Beteiligung, die heute die Hauptfinanzierung sicherstellt.

## Fachbereiche
Die Universität verfügt über vier unabhängige Fakultäten:
- Faculty of Arts (Geisteswissenschaften)
- Faculty of Science (Naturwissenschaft)
- Gerald Schwartz School of Business and Information Systems
- School of Education

Es gibt folgende Graduate-Programme:
- Adult Education (M.Ad.Ed.)
- Biologie (M.Sc.)
- Celtic Studies (M.A.)
- Chemie (M.Sc.)
- Informatik (M.Sc.)
- Pädagogik/Erziehungswissenschaften (M.Ed.)
- Physik (M.Sc.)

## Sonstiges
- 1897 war SFX die erste katholische Universität Nordamerikas, die Abschlüsse an Männer und Frauen verlieh.
- 1985 wurden erstmals mehr weibliche als männliche Studierende an der SFX gezählt.
- Rund 50 % der Studenten leben im Campus.
- Absolventen der SFX erhalten zu ihrem Studienabschluss einen goldenen Ring mit einem schwarzen X.
- Die Universität war bei der Oscarverleihung 1950 für den Dokumentar-Kurzfilm The Rising Tide für den Oscar in der Kategorie „Bester Dokumentar-Kurzfilm“ nominiert.